# Пехорка
Пехорка (или Пехра́) е река в Московска област и Москва, ляв приток на Москва река.
Има дължина 42 километра. Площта на водосбора е 513 km2. Направлението на течението е почти строго от север на юг. По реката са разположени градовете Балашиха и Железнодорожний, селища от градски тип Томилино и Красково, а също така и промишлената зона на район Некрасовка.
Пехорка се влива в Москва река в района на град Жуковский на 4 km от железопътна гара Биково.